# Acropora sordiensis
Espèce
Statut CITES
Acropora sordiensis est une espèce de coraux appartenant à la famille des Acroporidae.